# Зеновское
Зеновское — опустевшая деревня в Зубцовском районе Тверской области. Входит в состав Зубцовского сельского поселения.

## География
Находится в южной части Тверской области на расстоянии приблизительно 11 км на восток-северо-восток от районного центра города Зубцов.

## История
Деревня была отмечена еще на карте Менде (состояние местности на 1848 год). В 1859 году здесь (сельцо Зубцовского уезда Тверской губернии) было учтено 12 дворов, в 1941 — 23.

## Население
Численность населения: 116 человек (1859 год), 0 как в 2002 году, так и в 2010.